# Morgoth (együttes)
A Morgoth egy német death metal zenekar volt, mely 1987-ben alakult, és az 1990-es évek elején vált népszerűvé a stílus rajongóinak körében Európában. 1998-as feloszlásukig két EP-t és három nagylemezt adtak ki, valamint turnéztak a Kreator, az Obituary, az Unleashed és a Tiamat társaságában. Az együttes 2010-ben alakult újjá.

## Történet

### Korai évek
A Morgoth az első death metal zenekarok egyike volt Németországban. Az együttest 1987-ben még tinédzserként alapította Carsten Otterbach gitáros, Rüdiger Hennecke dobos, Harry Busse gitáros és Marc Grewe énekes/basszusgitáros, az észak-rajna-vesztfáliai Meschede városában. Otterbach és Hennecke korábban Cadaverous Smell, majd Minas Morgul néven zajongtak, amikor Busse basszusgitárosként csatlakozott hozzájuk. Busse hamar gitárra váltott, majd Grewe érkezésével teljessé vált a felállás, létrejött a Morgoth. A zenekar nevét J. R. R. Tolkien A szilmarilok című fantasy-regényében szereplő bukott ainu, Morgoth után vették fel.
Az együttes egy régi vágóhídon próbált, fokról fokra fejlesztették zenei stílusukat, olyan zenekarok hatására mint a Kreator, a Death, a Dark Angel, vagy a Possessed. Első közös daluk a Pits of Utumno volt, amely az 1988 augusztusában felvett első demójuk címadója is volt egyben. A demót Dirk Draeger házistúdiójában rögzítették. Szétküldték néhány underground magazinnak, rádióállomásnak és számos lemezcégnek is, de semmi reakció nem érkezett, csupán az akkor induló dortmundi Century Media lemezcég érdeklődött. A következő évben ismét Dirk Draeger irányításával vonultak stúdióba, hogy felvegyék a Resurrection Absurd demót, amely zeneileg jóval durvább zenekart mutatott mint elődje. A Century Media szerződést ajánlott a Morgoth-nak, akik így Németország első lemezszerződéssel rendelkező death metal zenekara lettek. A Resurrection Absurd demót újrakeverték a witteni Mohrmann stúdióban, majd 1989 legvégén a Morgoth első mini-albumaként adták ki.

### Sikerek
1990 február–márciusában Európa-turnéra indultak a Pestilence és az Autopsy társaságában. A turné után újabb dalokat vettek fel, ezúttal már a Mohrmann stúdióban. Az anyag keverését Scott Burns vállalta a neves, floridai Morrisound stúdióban, mely az amerikai death metal mozgalom egyik fellegvára volt abban az időben. Végül öt számot rögzítettek a The Eternal Fall címen megjelent EP-hez, majd azonnal tízhetes turnéra indultak az Obituary és a Demolition Hammer társaságában. Augusztusban a két EP-t újra kiadták egy közös CD-n. A novemberi The Gore And Agony Over Europe elnevezésű turné után Marc Grewe úgy döntött, hogy kizárólag az éneklésre akar összpontosítani. Az új basszusgitáros egy 17 éves srác Sebastian Swart lett, aki a svédországi Fagerstabban debütált a karácsonyi fesztiválon.
1991 februárjában a dortmundi Woodhouse stúdióban rögzítették első nagylemezük, a Cursed anyagát. Ez a lemez még mindig death metalt tartalmazott, de lassabb tempókkal és kidolgozottabb szólókkal. Ebben nagy szerepet játszott az is, hogy a zenekar tagjai egyre jobban vonzódtak a középkori, gótikus zenék iránt. A lemez legismertebb dalai a Body Count és a klipesített Sold Baptism. A keverést Mille Petrozza (Kreator) javaslatára Randy Burnsre bízták, a Los Angeles-i Musik Grinderben. Közvetlenül a stúdiómunkák után csatlakoztak a Kreatorhöz egy három hónapos, észak-amerikai turné erejéig. Miután visszatértek Európába, szeptembertől novemberig az amerikai Massacre-val turnéztak.
1993-ban jelent meg a második Morgoth nagylemez, az Odium. Ezen az albumon egy némileg súlyosabb, indusztriális hangzásvilág felé ment el az együttes. Az Odium újszerű megközelítését a szaksajtó nagyon pozitívan értékelte, és bár a korai anyagok rajongóinak csalódást okozott, az együttes népszerűségét tovább növelte. Az Unleashed és a Tiamat társaságában lezajlott lemezbemutató turnét követően a Morgoth gyakorlatilag feloszlott.

### Befejezés
1996-ban tértek vissza a sokatmondó Feel Sorry For The Fanatic (Sajnálom a rajongókat) című albummal. Marc Grewe hörgésmentes, tiszta éneke, az ipari monotonitású zene sokkolta a régi rajongókat. A középfülgyulladás következtében maradandó halláskárosodást szenvedett Carsten Otterbach gitárost session-zenész helyettesítette, az új basszusgitáros pedig Martin Hirsch lett. A lemezbemutató turné utolsó állomása, a párizsi Locomotive Clubban, 1997. június 5-én adott koncert után a Morgoth befejezte pályafutását, habár a feloszlást hivatalosan soha nem jelentették be.
2005-ben egy kétlemezes retrospektív válogatás jelent meg a zenekar munkásságából, korai demófelvételekkel, kiadatlan ritkaságokkal, és bónusz videófelvételekkel. 2006-ban szintén bónusz videófelvételekkel kiegészítve adták ki újra a Cursed és a Resurrection Absurd albumokat.

## Diszkográfia
- Pits of Utumno (1988) - demó
- Resurrection Absurd (1989) - EP
- The Eternal Fall (1990) - EP
- Cursed (1991)
- Odium (1993)
- Feel Sorry for the Fanatic (1996)
- 1987-1997: The Best of Morgoth (2005) - válogatás
- Cursed to Live (2012) - koncert
- Ungod (2015)

## Külső hivatkozások
- Hivatalos honlap